# Classe Hirashima
La classe Hirashima è una classe di dragamine operativi nella Kaijō Jieitai, che sono entrati in servizio a partire dal 2008. Si tratta di dragamine costieri di concezione tradizionale, ma dotati di attrezzature più avanzate come i veicoli subacquei ROV.

## Progetto e storia
La classe Hirashima è composta da tre dragamine classificati come Minesweeper Coastal (MSC), e chiamati in giapponese  sōkaitei, una parola che indica appunto le unità più piccole impiegate per le operazioni di sminamento.
Lo scafo è stato fabbricato utilizzando la costruzione tradizionale in legno, e impiegando come materiali l'abete di Douglas per la chiglia e i longheroni inferiori, la Zelkova, e il compensato di frassino per le altre parti.

## Dotazione elettronica
La dotazione elettronica comprende un radar di scoperta di superficie Japan Radio OPS-39, un rilevatore di mine ZQS-4, un sonar a scansione laterale Model 4. Inoltre è installato un dispositivo di elaborazione delle informazioni OYQ-201.

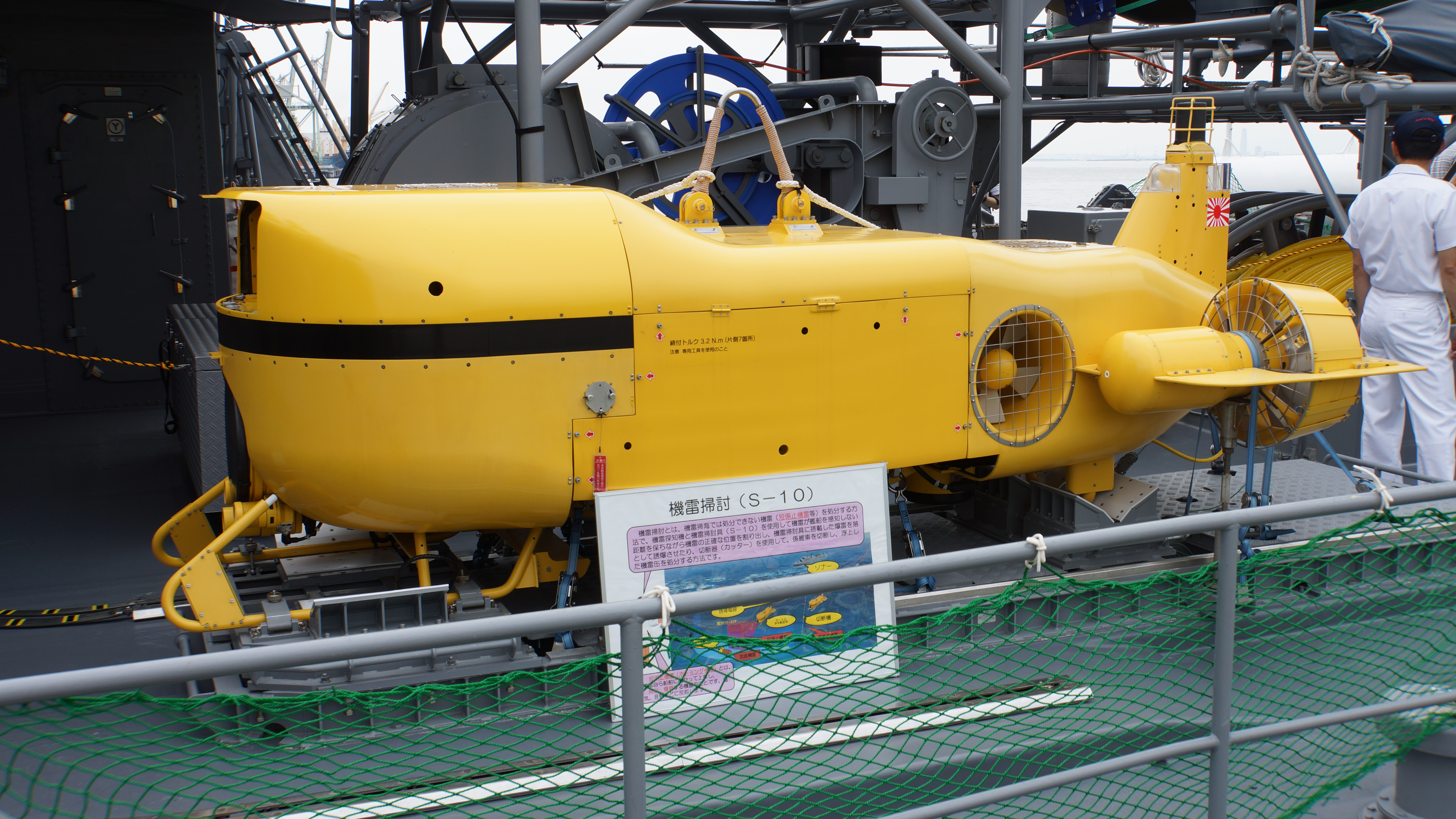
Il veicolo sottomarino S-10.

L'equipaggiamento è arricchito infine dai veicoli sottomarini ROV per la ricerca delle mine modello S-10.